# Persone di nome Shirley
| Questa pagina contiene informazioni ricavate automaticamente dalle voci biografiche con l'ausilio del template Bio e di un bot. L'aggiornamento è periodico e automatico e ricostruisce completamente la pagina. Se manca una persona in questa lista, sei pregato di non aggiungerla, ma accertati piuttosto che la sua voce biografica contenga il template Bio e che i dati anagrafici siano correttamente compilati. Se il template Bio manca, inseriscilo tu stesso o, in alternativa, metti l'avviso {{tmp\|Bio}} che ne segnala la mancanza. Se i dati riportati sono sbagliati, correggi direttamente la voce biografica; le modifiche saranno visibili in questa lista entro pochi giorni. Per chiarimenti vedi il progetto antroponimi. La lista contiene solo le 59 persone che sono citate nell'enciclopedia e per le quali è stato implementato correttamente il template Bio. Pagina aggiornata al 6 ago 2025. |

Questa è una lista di persone presenti nell'enciclopedia che hanno il nome Shirley, suddivise per attività principale.

## Allenatrici di calcio(1)
- Shirley Cruz, allenatrice di calcio e ex calciatrice costaricana (San José, n. 1985)

## Atlete paralimpiche(1)
- Shirley Reilly, atleta paralimpica statunitense (Anchorage, n. 1985)

## Attrici(13)
- Shirley Bonne, attrice statunitense (Los Angeles, n. 1934)
- Shirley Booth, attrice statunitense (New York, n. 1898 - North Chatham, † 1992)
- Shirley Eaton, attrice britannica (Edgware, n. 1937)
- Shirley Grey, attrice statunitense (Naugatuck, n. 1902 - Jacksonville Beach, † 1981)
- Shirley Henderson, attrice britannica (Forres, n. 1965)
- Shirley Knight, attrice statunitense (Goessel, n. 1936 - San Marcos, † 2020)
- Shirley MacLaine, attrice statunitense (Richmond, n. 1934)
- Shirley Mason, attrice statunitense (Brooklyn, n. 1900 - Los Angeles, † 1979)
- Shirley Ross, attrice e cantante statunitense (Omaha, n. 1913 - Menlo Park, † 1975)
- Shirley Stelfox, attrice britannica (Dukinfield, n. 1941 - † 2015)
- Shirley Stoler, attrice statunitense (Brooklyn, n. 1929 - New York, † 1999)
- Shirley Temple, attrice, cantante e ballerina statunitense (Santa Monica, n. 1928 - Woodside, † 2014)
- Shelley Winters, attrice statunitense (East St. Louis, n. 1920 - Los Angeles, † 2006)

## Cantanti(10)
- Shirley Bassey, cantante britannica (Cardiff, n. 1937)
- Shirley Brown, cantante statunitense (West Memphis, n. 1947)
- Shirley Clamp, cantante svedese (Borås, n. 1973)
- Shirley Collins, cantante britannica (Hastings, n. 1935)
- Skye Edwards, cantante britannica (Londra, n. 1974)
- Shirley Bunnie Foy, cantante e percussionista statunitense (New York, n. 1936 - Nizza, † 2016)
- Shirley Horn, cantante e pianista statunitense (Washington, n. 1934 - Washington, † 2005)
- Shirley Jones, cantante e attrice statunitense (Charleroi, n. 1934)
- Shirley Manson, cantante, chitarrista e attrice scozzese (Edimburgo, n. 1966)
- Szhirley, cantante danese (n. 1976)

## Cestiste(1)
- Shirley Topley, ex cestista e giocatrice di softball canadese (Hondo, n. 1934)

## Compositrici(1)
- Shirley Walker, compositrice e direttrice d'orchestra statunitense (Napa, n. 1945 - Reno, † 2006)

## Fisiche(1)
- Shirley Ann Jackson, fisica statunitense (Washington, n. 1946)

## Lunghiste(1)
- Shirley Cawley, ex lunghista britannica (Croydon, n. 1932)

## Matematici(1)
- Shirley Jackson Case, matematico e teologo canadese (Hatfield Point, n. 1872 - Lakeland, † 1947)

## Mezzosoprani(2)
- Shirley Caesar, mezzosoprano, cantautrice e cantante statunitense (Durham, n. 1938)
- Shirley Verrett, mezzosoprano e soprano statunitense (New Orleans, n. 1931 - Ann Arbor, † 2010)

## Modelle(2)
- Shirley Cothran, modella statunitense (n. 1952)
- Shirley Mallmann, supermodella brasiliana (Santa Clara do Sul, n. 1977)

## Nuotatrici(2)
- Shirley Babashoff, ex nuotatrice statunitense (Whittier, n. 1957)
- Shirley Stobs, ex nuotatrice statunitense (Miami, n. 1942)

## Organiste(1)
- Shirley Scott, organista e compositrice statunitense (Filadelfia, n. 1934 - Filadelfia, † 2002)

## Ostacoliste(2)
- Shirley Strickland, ostacolista e velocista australiana (Northam, n. 1925 - Perth, † 2004)
- Shirley Strong, ex ostacolista britannica (Cuddington, n. 1958)

## Pallavoliste(2)
- Shirley Ferrer, pallavolista portoricana (Carolina, n. 1991)
- Shirley Florián, pallavolista venezuelana (n. 1991)

## Pilote di rally(1)
- Shirley Fernández Bellas, pilota di rally spagnola (Viveiro, n. 1996)

## Pittrici(1)
- Sheri Martinelli, pittrice e poetessa statunitense (Filadelfia, n. 1918 - † 1996)

## Politiche(5)
- Shirley Williams, politica, docente e scrittrice inglese (Chelsea, n. 1930 - Little Hadham, † 2021)
- Shirley Chisholm, politica e attivista statunitense (New York, n. 1924 - Daytona Beach, † 2005)
- Shirley Hufstedler, politica statunitense (Denver, n. 1925 - Glendale, † 2016)
- Shirley Neil Pettis, politica statunitense (Mountain View, n. 1924 - Rancho Mirage, † 2016)
- Valeria Ripoll, politica e sindacalista uruguaiana (Montevideo, n. 1982)

## Registe(1)
- Shirley Clarke, regista statunitense (New York, n. 1919 - New York, † 1997)

## Scrittrici(3)
- Shirley Ann Grau, scrittrice statunitense (New Orleans, n. 1929 - Kenner, † 2020)
- Shirley Hazzard, scrittrice australiana (Sydney, n. 1931 - Manhattan, † 2016)
- Shirley Jackson, scrittrice e giornalista statunitense (San Francisco, n. 1916 - North Bennington, † 1965)

## Stiliste(1)
- Shirley Kurata, stilista e costumista statunitense (Los Angeles, n. 1970)

## Tenniste(2)
- Shirley Bloomer, ex tennista britannica (Grimsby, n. 1934)
- Shirley Fry, tennista statunitense (Akron, n. 1927 - Naples, † 2021)

## Truffatrici(1)
- Shirley Pitts, truffatrice britannica (Lambeth, n. 1934 - Londra, † 1992)

## Veliste(1)
- Shirley Robertson, velista britannica (Dundee, n. 1968)

## Velociste(1)
- Shirley Nekhubui, velocista sudafricana (Thohoyandou, n. 2000)

## Wrestler(1)
- Shirley Crabtree, wrestler e rugbista a 15 britannico (Halifax, n. 1930 - Halifax, † 1997)